# Alejandro Alonso
Alejandro César Alonso (Buenos Aires, 3 maart 1982) is een Argentijns voormalig betaald voetballer die speelde als rechtsbuiten.

## Clubcarrière
Alonso speelde in het begin van zijn carrière voor Huracán, waar hij ook de opleiding doorlopen had. In 2001 debuteerde hij en tot 2005 speelde hij meer dan dertig wedstrijden in het eerste elftal. In de zomer van dat jaar verkaste hij naar Frankrijk, waar hij een contract ondertekende bij Girondins Bordeaux. Op 11 oktober 2005 maakte de Argentijn zijn debuut, toen door Bordeaux met 1–1 gelijkgespeeld werd tegen FC Sochaux. Na negenenzestig minuten viel hij in voor Vladimír Šmicer en in de blessuretijd tekende hij ook voor zijn eerste doelpunt. Hij maakte de gelijkmaker nadat Jérémy Ménez na circa een half uur de bezoekers op voorsprong had gezet. In zijn eerste seizoen in Bordeaux zou Alonso uiteindelijk tot drie doelpunten komen in eenentwintig wedstrijd. In het seizoen 2006/07 won hij met Bordeaux de Coupe de la Ligue.
Na drie seizoenen verkaste de vleugelspeler naar AS Monaco. Bij de Monegaskische club ondertekende Alonso een driejarige verbintenis. In zijn eerste jaar bij Monaco speelde de Argentijn zeventien wedstrijden, waarin hij driemaal tot scoren wist te komen. Het seizoen 2009/10 leverde hem zevenentwintig optredens op, met twee doelpunten achter zijn naam. Bij aanvang van het derde seizoen leek de rol van Alonso steeds minder te worden, want in de eerste seizoenshelft speelde hij slechts vier wedstrijden. In de winterstop verkaste hij hierom naar Saint-Étienne. Bij de Franse recordkampioen tekende hij voor tweeënhalf seizoen. In zijn eerste halve seizoen bij Saint-Étienne speelde hij nog veertien wedstrijden, maar in de twee seizoenen erna kwam hij niet verder dan vijftien samen. In 2013 stopte Alonso als professioneel voetballer.

## Clubstatistieken
| Seizoen | Club               | Competitie | Competitie | Competitie | Beker | Beker | Internationaal | Internationaal | Totaal | Totaal |
| Seizoen | Club               | Competitie | Wed.       | Dlp.       | Wed.  | Dlp.  | Wed.           | Dlp.           | Wed.   | Dlp.   |
| ------- | ------------------ | ---------- | ---------- | ---------- | ----- | ----- | -------------- | -------------- | ------ | ------ |
| 2005/06 | Girondins Bordeaux | Ligue 1    | 21         | 3          | 4     | 0     | —              | —              | 25     | 3      |
| 2006/07 | Girondins Bordeaux | Ligue 1    | 30         | 1          | 5     | 0     | 4              | 1              | 39     | 2      |
| 2007/08 | Girondins Bordeaux | Ligue 1    | 32         | 0          | 3     | 0     | 4              | 0              | 39     | 0      |
| 2008/09 | AS Monaco          | Ligue 1    | 17         | 3          | 2     | 0     | —              | —              | 19     | 3      |
| 2009/10 | AS Monaco          | Ligue 1    | 27         | 2          | 6     | 0     | —              | —              | 33     | 2      |
| 2010/11 | AS Monaco          | Ligue 1    | 4          | 0          | 0     | 0     | —              | —              | 4      | 0      |
| 2010/11 | Saint-Étienne      | Ligue 1    | 14         | 1          | 0     | 0     | —              | —              | 14     | 1      |
| 2011/12 | Saint-Étienne      | Ligue 1    | 5          | 0          | 0     | 0     | —              | —              | 5      | 0      |
| 2012/13 | Saint-Étienne      | Ligue 1    | 10         | 0          | 2     | 1     | —              | —              | 12     | 1      |
| Totaal  | Totaal             | Totaal     | 160        | 10         | 22    | 1     | 8              | 1              | 190    | 12     |

## Erelijst
| Coupe de la Ligue | 1x | 2006/07 |